# 露木麻土香
露木 麻土香（つゆき まどか、1985年6月17日 - ）は、日本のフリーアナウンサー。
所属事務所はRHYTHMIC。静岡県出身

## 来歴・人物
- 静岡県出身[1]。
- 明治学院大学法学部政治学科卒業。
- 趣味は歩くこと、スイーツ散策、長風呂。
- 明治学院大学2007年度ミスコンテスト準ミス。
- 「ゆかたクイーンコンテスト 2010」ペア賞受賞。

## 資格・免許
- 剣道弐段 高校時代個人戦県大会出場[1]
- 色彩検定 2級[1]

## 出演

### TV
- J:COM湘南・横浜「夕なび」お天気キャスター（2012年11月〜2014年9月）[1]
- TOKAIケーブルネットワーク「トコちゃん」2014年夏の高校野球リポーター[1]
- BSスカパー!「ニュースザップ」BBCザッパー（2014年10月〜2017年6月19日）[2]
- NOTTV　「ウーマンラッシュアワーのやっぱり！生が好き(2016年4月～2016年6月)
- BSスカパー!「水曜日のニュース・ロバートソン」ニュースウォッチャー(2018年4月25日～2020年3月18日)
- フジテレビ「＃ミレニアムガール」ナレーション（2018年10月12日～2020年9月17日）

### ラジオ
- ラジオ日本「ラジカントロプス2.0」
- ラジオ日本「HILTEX presents ハードワーカーズ」アシスタント
- FMやまと「朝ラジホッとモーニング」
- FMやまと「ヤマトンファン倶楽部」
- FMやまと「夕映えサンセット」
- エフエムみしま・かんなみ「Fresh Morning」（2013年4月 - 2014年9月）
- FMチャッピー 「まどかのオレンジカーライフ」（2013年7月 - 2014年3月）
- FMヨコハマ「E-ne!〜good for you〜」Baby Foot presents Beautiful Tuesday[3]
- FM FUJI「SUNDAY PUNCH★」(2016年4月 - 2021年3月)
- FM FUJI「FRIDAY PUNCH★」(2021年4月 - )

### イベント
- YRP夏祭り2019 司会
- SDGs park in yokohama 2019 ステージ　司会
- 第38回横浜開港祭 メインステージ　司会
- 第37回横浜開港祭 メインステージ　司会